# Maizery
Maizery era una comuna francesa situada en el departamento de Mosela, de la región de Gran Este, que el 1 de junio de 2016 pasó a ser una comuna delegada de la comuna nueva de Colligny-Maizery al fusionarse con la comuna de Colligny.

## Demografía
| Gráfica de evolución demográfica de Maizery entre 1800 y 2014 |
|                                                               |

Los datos demográficos contemplados en este gráfico de la comuna de Maizery se han cogido de 1800 a 1999 de la página francesa EHESS/Cassini, y los demás datos de la página del INSEE.